# Cryptobatrachus conditus
Cryptobatrachus conditus é uma espécie de anfíbio anuro da família Hemiphractidae. Está presente na Colômbia. A UICN classificou-a como deficiente de dados.